# Мученичество святой Екатерины (картина Гверчино)
«Мученичество святой Екатерины» — картина итальянского живописца Гверчино из собрания Государственного Эрмитажа в Санкт-Петербурге.
Картина иллюстрирует эпизод, описанный в «Золотой легенде» Иакова Ворагинского: казнь великомученицы Екатерины Александрийской. Екатерина изображена стоящей на коленях и со связанными руками; рядом с ней полуобнажённый палач с мечом в руке хватает Екатерину за волосы с намерением отрубить ей голову. Слева за палачом находится одно из четырёх колёс с шипами, которыми вначале предполагалось раздробить тело мученицы — это устройство было разрушено ангелом. Сам ангел изображён в виде путти, держащего корону в левой руке и пальмовую ветвь в правой — согласно «Золотой легенде» эти предметы являются атрибутами святой Екатерины.
Картина написана в 1653 году по заказу общины Ченто для преподнесения в дар феррарскому легату кардиналу Альдерано Чибо; сохранились и были опубликованы два счёта оплаты картины, датируемые 1654 годом, с указанием заказчика и назначения картины. В счёте от 4 января сказано: «От синьора Лодовико Дондини получено лир 500 в монетах Ченто от имени благороднейшей Общины Ченто в счет картины „Мученичество св. Екатерины“, которая была предназначена в дар Высокопреосвященному Синьору Кардиналу Чибо Легату Феррары…»; в счёте от 24 ноября отмечается: «От благородного господина Джо. Баттиста Браццоли получено лир 151.10 в монетах Ченто в счёт картины „Мученичество св. Екатерины“, которая была подарена Высокопреосвященному Синьору Кардиналу Чибо Легату Феррары…».

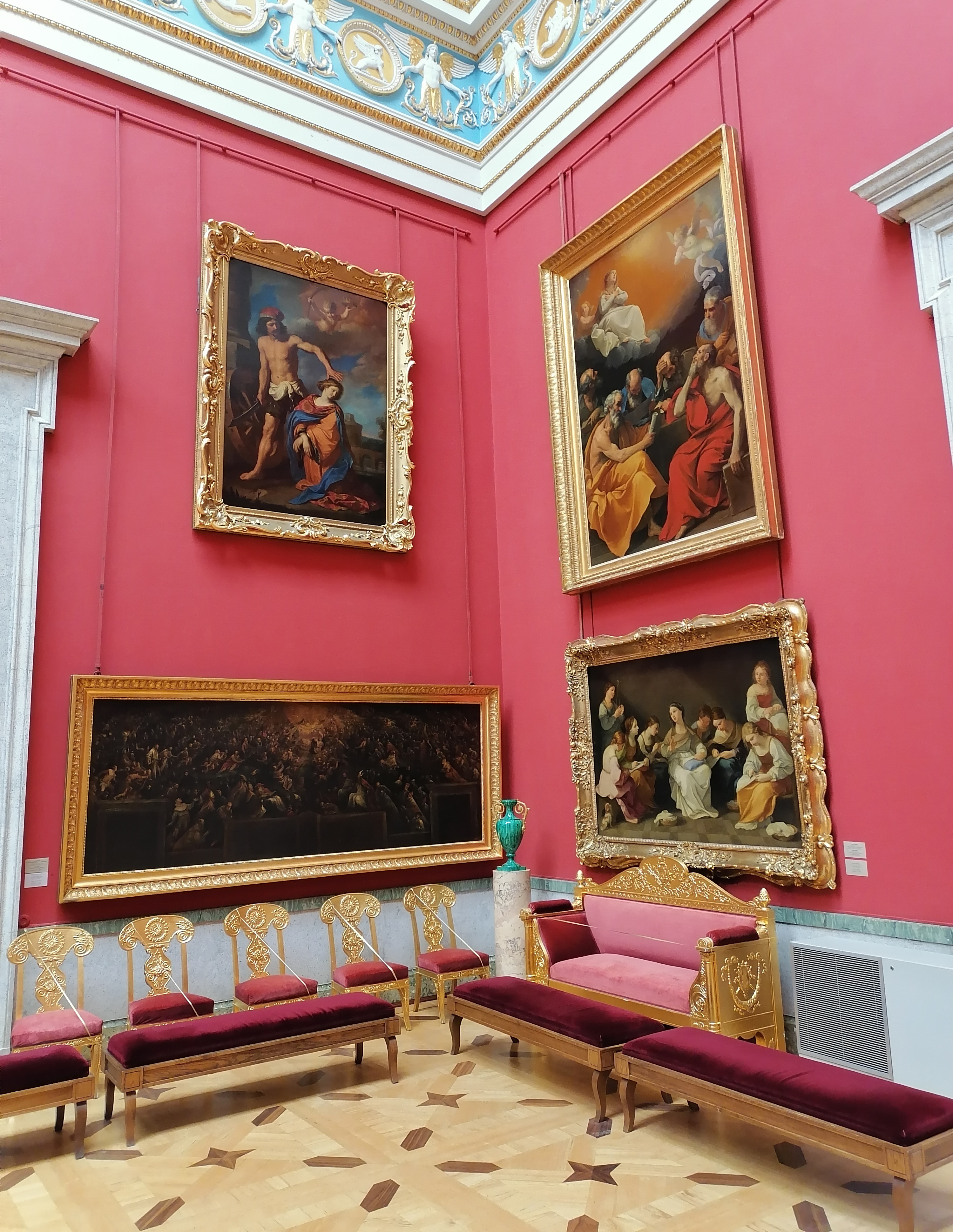
Картина в зале 237 Нового Эрмитажа

Картина долгое время находилась в Ферраре, затем её следы были утеряны, и вновь она была замечена в первой половине XIX века в Лондоне у британского торговца Г. Фаррера, у которого её приобрёл король Нидерландов Виллем II. В 1850 году была куплена в Гааге Ф. А. Бруни по поручению императора Николая I на распродаже картин собрания скончавшегося Виллема II. С тех пор картина находится в Эрмитаже, выставляется в здании Нового Эрмитажа в зале 237 (Малый Итальянский просвет).
Известны два подготовительных рисунка Гверчино к этой картине. Первый рисунок композиционно с некоторыми изменениями соответствует эрмитажной картине, на обороте листа имеется отдельно фигура палача; этот рисунок находится в Лондоне в частной коллекции. В Бостонском музее изящных искусств есть рисунок, полностью повторяющий рисунок из Лондона, на нём имеется указание, что Франческо Бартолоцци с него была сделана гравюра, однако сама гравюра неизвестна либо оттиски её не сохранились.
В церкви Сан-Франческо в Монтелуко имеется небольшая копия картины работы Эрколе Дженнари (размер 46 × 35 см); по всей вероятности, копия была снята в мастерской Гверчино, который некогда являлся учеником отца Эрколе Дженнари Бенедетто Дженнари Старшего и до конца жизни поддерживал отношения с семьёй своего учителя (сам Эрколе был женат на сестре Гверчино Лючии).